# Klaus Schleicher
Klaus Schleicher (* 11. Juni 1935 in Hamburg; † 1. Dezember 2011 ebenda) war ein deutscher Erziehungswissenschaftler  und Professor für Erziehungswissenschaften der Universität Hamburg.

## Leben

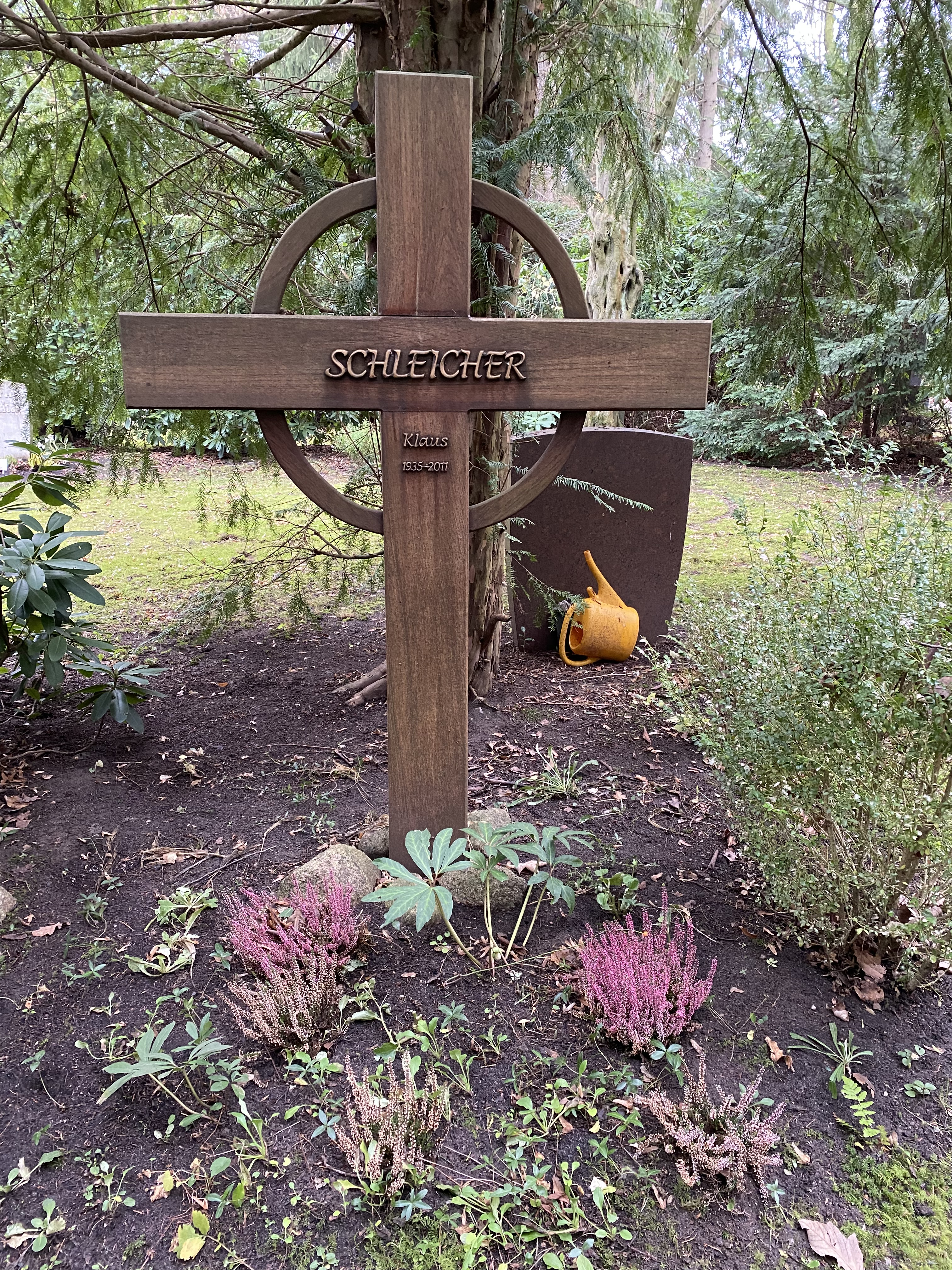
Grabstätte auf dem Friedhof Ohlsdorf im Planquadrat S 14

Nach einer Tischlerlehre und dem Besuch des Abendgymnasiums studierte Schleicher Erziehungswissenschaft, Geschichte, Philosophie, Politik und Anglistik. Im Jahr 1973 erfolgte die Berufung Schleichers zum Professor für Vergleichende Erziehungswissenschaft an der Universität Hamburg. 1983 wurde er Geschäftsführender Direktor des entsprechenden Instituts und blieb dies bis zum Jahr 2000.
1978–92 war er Berater des Schweizer Fernsehens und von 1979 bis 1981 übernahm er Forschungsaufträge der Länder NRW und Hamburg. 1988–1990 war er stellvertretender Leiter eines Erasmus-Programms in Hamburg und von 1989 bis 1992 bzw. 1994–98 übernahm er die Leitung von zwei Umweltbildungsprojekten der Bund-Länder-Kommission. Ab dem Jahr 2000 war er Gutachter der EU zur Evaluation von Sokrates-Programmen und Leonardo da Vinci-Programmen sowie des Comenius-Programms.
Ferner erhielt er Gastprofessuren in den USA sowie Forschungs- und Lehraufenthalte in England, Frankreich und Japan.
Klaus Schleicher verstarb im Alter von 76 Jahren und wurde auf dem Hamburger Friedhof Ohlsdorf beigesetzt. Die Grabstätte liegt südwestlich von Kapelle 2.

## Schriften (Auswahl)
- Lernen im Leben und für das Leben. Informelles Lernen als Zukunftsaufgabe. Hamburg, Krämer 2009
- Zur Biographie Europas – Identität durch Alltagshandeln. Informelle Bildungs-Impulse. Hamburg, Krämer 2007
- Positive Attitudes Towards Work and Training. How can they be attained and secured. Report für die Deutsche Gesellschaft für technische Zusammenarbeit. Hamburg 2007 (Mimeo)
- Enhancing the Social Values of Work and Training for General Education, for Training Institutions and for Enterprises Aiming at Strengthening Work-Process Oriented Core Values in a Multicultural Setting. Report für die Deutsche Gesellschaft für technische Zusammenarbeit, Hamburg 2004 (Mimeo)
- (mit M. Goy und P. J. Weber): Mit Interesse und Erfolg studieren. Studienberatung für Anfänger und Fortgeschrittene. Hamburg, Krämer 2003
- (mit P. J. Weber (Hrsg.)): Zeitgeschichte Europäischer Bildung 1970–2000. Bd. 3: Europa in den Schulen Münster, Waxmann, 2002